# Música de Bengala
A música de Bengala, também conhecido como música de Bangla, compreende uma longa tradição religiosa e secular canção-escrita ao longo de um período de quase um milênio. Composta com letras na língua bengali, abrange música Bengali uma grande variedade de estilos.

## Estilos
Bengala está dividida hoje entre os indianos do estado de Bengala Ocidental e para a nação independente de Bangladesh.
A primeira música de Bengala foi influenciado pelo sânscrito cantos, e evoluiu sob a influência de Vishnu, como a poesia do século XIII Gitagovindam por Jayadeva, cuja obra continua a ser cantado em muitas orientais hindu templos. A Idade Média viu uma mistura de hindu e tendências islâmicas quando a tradição musical foi formalizado sob o patrocínio de nababos e baro Bhuiyan poderosos latifundiários.
Grande parte do cânon precoce é devocional, como na música devocional hindu de Ramprasad Sen, um bhakta que capta o espírito de Bengala em seu rústico, e extática visão poética da deusa hindu do tempo e da destruição em sua encarnação maternal, Ma Kali. Um outro escritor da época era Vidyapati. Notável nesta poesia devocional é uma mundanidade que não faz distinção entre o amor nas suas formas e devocional carnal; alguns vêem ligação entre esta e Tantra, que se originou em algum momento no meio do primeiro milênio EC.
O Bauls (que significa "divinamente inspirada insanidade") são um grupo de trovadores místicos (sufis muçulmanos e hindus Baishnos) da região de Bengala, que cantou principalmente nos séculos XVII e XVIII. Eles são pensados para ter sido muito influenciado pela seita tântrica hindu do Kartabhajas bem como por muçulmanos sufis filósofos. Bauls viajou e cantou em busca do ideal interno, Moner Manush (Homem do Coração ou o ser interior), e descrito como "supérfluo" diferenças entre as religiões. Lalon Fakir, alternativamente conhecido como Lalon Shah, que viveu no século XIX e no cerca Kushtia, é considerado o maior de todos Bauls.
De longe, definindo mais a expressão da música bengali, com um ouvre de mais de duas mil canções, foi Rabindranath Tagore (conhecido em bengali como Robi Thakur e Gurudeb, o significado último "Divino Mestre"). Suas canções são carinhosamente chamados Rabindra Sangeet, abrangendo tópicos de devoção, amor, natureza e as estações, e patriotismo. obras anteriores de Tagore tinha sido inspirado no lilas de Krishna, enquanto seus últimos trabalhos envolvidos transcendentalismo do Upanishads. Alguns dos notáveis artistas Rabindra Sangeet são Shantideb Ghosh, Shailajaranjan Majumdar, Hemanta Mukhopadhyay, Kanika Bandyopadhyay, Debabrata Biswas, Suchitra Mitra, Pankaj Kumar Mullick, Santosh Sengupta, Subinoy Roy, Chinmoy Chatterjee, Ashoketaru Bandopadhyay, Sagar Sen, Supriti Ghosh, Sumitra Sen, Guha Ritu, Mukhopadhyay Purabi, Dam Purba, Mullick Sushil, Sen Arghya, Mohan Singh, poMMo Roy Sharmila, Mukhopadhyay suástica, Sen Indrani Dasgupta Promita, Mallik, Rezwana Chowdhury Bonna Swagatalakshmi.
Outro órgão influente do trabalho é o de Kazi Nazrul Islam, que constitui o que é conhecido como geeti Nazrul. Nazrulgeeti. Alguns dos notáveis cantores da Índia incluem Suprova Sircar, Dhirendra Chandra Mitra, Manabendra Mukhopadhyay, Dr. Anjali Mukhopadhyay, Dhiren Bose, Adhir Bagchi, Purabi Dutta, Firoza Begum, Anup Ghoshal e, cantor Bangaladeshi Sohrab Hossain.
Numerosos outros poetas e compositores tinha os alicerces para o rico repertório da música Bengali no século XIX e início do século XX. Alguns partidários da orelha incluem Ramnidhi Gupta (vulgarmente conhecido como Nidhu Babu), Lalon Fakir, Atulprasad Sen, Dwijendralal Ray, Rajanikanta Sen e um cânone de grandes canções patrióticas do Movimento de Independência da Índia.

## A música moderna Bengali
A música moderna Bengali foi enriquecida por cantores indianos como Hemanta Mukhopadhayay, Mukhopadhyay Sandhya, Dey Manna, Dutta Geeta, Sachin Dev Burman, Mangeshkar Lata, Bhonsle Asha, Kishore Kumar, Bhattacharya Dhananjay, Mitra Shyamal, Bandopadhyay Tarun, Mukhopadhyay Satinath, Shreya Ghoshal, Dwijen Mukhopadhyay, Mukhopadhyay Manabendra, Chakraborty Sudhirlal, Jaganmoy Mitra, Majumdar Robin, Dutta Bechu, Bhattacharya Gourikedar, Chowdhury Satya, Gupta Sachin, Sen Subir, Dilip Kumar Roy, Bose Uma, Devi Kanan, Ghosh Sabitri, Ghosh Ila, Jharia Kamala, Angurbala, Indubala, Sen utpala, Bose Gayatri, Ghosh Supriti, Banerjee Alpana, Protima Banerjee, Chowdhury Sabita e, Azam Khan, Abdul Jabbar, Mahmud Apel, Rahman Ferdousi, Khurshid Alam, Bashir Ahmed, Syed Abdul Hadi, Rahmatullah Shahnaz, Sharafi Kalim, Abida Sultana, Kanak Chapa, Shakila Zafar, Samina Chowdhury, Akhond feliz, Akond Lucky, Maqsood, Arnob, Farida Parvin, Latif Sani, Bari Siddiki, Anusheh Anadil, Sabina Yasmin, e Runa Laila vindos de Bangladesh. Krishna Chandra Dey, Bhabani Charan Das, Radharani Debi, Mrinalkanti Ghosh, Pannalal Bhattacharya, Hiralal Sarkhel, Nirmal Bhattacharya e Gitashree Chhabi Bandopadhyay eram famosos por suas interpretações de canções devocionais, enquanto Abbasuddin Ahmed, Alim Abdul, Boyati Rohoman, Indromohon Rajbongshi, Kiran Chandra Roy, Nirmalendu Chowdhury foram fiéis no canto Bengali música folclórica. Sanat Sinha e Japamala Ghosh um nicho em canções infantis.
Bangla Music é altamente dívida ed para lendas como Kazi Nazrul Islam, Rabindranath Tagore, Uddin Jasim, Lalon Fokir Sani, Abdul Karim Baul, Raza Hason, Amiruddin Kari, Zalal Kobi e muitos mais.
Todas as músicas Bangla tradicionais são baseadas em música clássica ou suas variações. Alguns dos mais talentosos músicos clássicos do sub-continente vem de Bangladesh, incluindo Ustad Allauddin Khan, Tarapada Sangeetacharya Chakraborty, Ravi Shankar Pandit, Manas Pandit Chakraborty, Ayet Ustad Ali Khan, Ustad Abed Hossain Khan e assim por diante.
Bengali notáveis compositores da música ativa em Calcutá (Kolkata) na década de 1930 até 1980 incluem Himangshu Dutta, Kamal Dasgupta, Rai Chand Boral, Timirbaran Bhattacharya, Pankaj Kumar Mullick, Anupam Ghatak, Sachin Dev Burman, Durga Sen, Kalipada Sen, Gopen Mullick, Nachiketa Ghosh, Robin Chattopadhyay, Hemanta Mukhopadhayay, Salil Chowdhury, Sudhin Dasgupta, Shyamal Mitra, Pabitra Chattopadhyay, Anal Chattopadhyay, Anil Bagchi, Abhijit Bandopadhyay, Deb Rahul Burman, Ajoy Das, e Bappi Lahiri, enquanto Ajoy Bhattacharya, Bose Hiren, Subodh Purakayastha, Pranab Roy, Sailen Roy, Gouri Prasanna Majumdar, Shyamal Gupta, Pulak Bandopadhyay e Mukul Dutta foram conhecidos letristas bem.
Influência ocidental resultou no surgimento do fenômeno de bandas Bangla, tanto em Daca e Calcutá, assim como canções reflectem as alegrias e tristezas do homem comum, Jibonmukhi Gaan (canções de vida). Alguns Bangladesh bandas famosas são Miles, Nagar Baul, Arca, LRB, Warfaze, Feedback, Almas, Prometeu, Renascença, Nova, Obscure, carrilhão, Artcell, Aurthohin, Maqsood O Dhaka, Preto, Lalon, Bangla, Shironaamhin, o destino Cryptic, Tishma. Bandas como Mohiner Ghoraguli, Bhoomi, Chandrabindoo, Pathor Porosh, Fósseis, Cactus, Lakkihichara, Krosswindz e Insomnia de Calcutá, na Índia também são notáveis. Ao mesmo tempo, cantores como Ajoy Chakraborty e Chakraborty Kaushiki estão trabalhando para trazer de volta a clássica raga influência na música bengali.